# Szilágyi Csenge
Szilágyi Csenge (Nagyvárad, 1990. április 17. –) magyar színésznő.

## Életpályája
Gyermekkorában családjával Kajdacsra költöztek, itt nőtt fel. Tudatosan készült a színi pályára. 2013-ban végzett a Színház- és Filmművészeti Egyetemen Novák Eszter és Selmeczi György osztályában.
2013–2015 között a Centrál Színház, 2015-től a Vígszínház tagja.

## Színházi szerepei

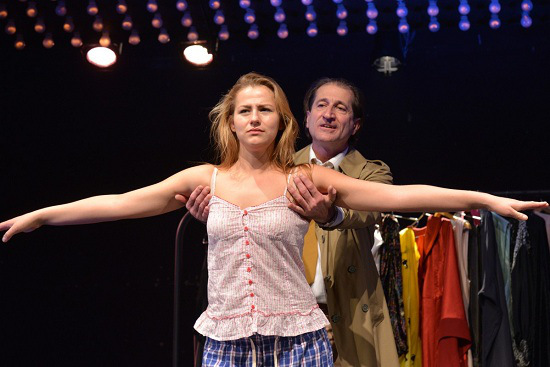
Cserna Antallal (Szilágyi Lenke felvétele)

| Cím                                   | Szerep                                                | Bemutató                         | Színház                                          |
| ------------------------------------- | ----------------------------------------------------- | -------------------------------- | ------------------------------------------------ |
| Az imposztor                          | Kaminska                                              | 2024. december 7.                | Pesti Színház                                    |
| Liliomfi                              | Kamilla                                               | 2024. szeptember 21.             | Vígszínház                                       |
| Amadeus                               | Constanze Weber, Mozart felesége                      | 2023. november 25.               | Pesti Színház                                    |
| Krum                                  | Trudy                                                 | 2023. október 7.                 | Pesti Színház                                    |
| Macska a forró bádogtetőn             | Maggie                                                | 2023. március 11.                | Pesti Színház                                    |
| K utazásai                            |                                                       | 2022. november 5.                | Vígszínház                                       |
| Barátom, Harvey                       | Miss Kelly, főnővér                                   | 2022. április 9.                 | Vígszínház                                       |
| Party                                 | Jinny                                                 | 2021. december 4                 | Pesti Színház                                    |
| Kabaré                                | Sally Bowles, a Kék Angyal elsőszámú vendégénekesnője | 2021. október 9.                 | Vígszínház                                       |
| A kő                                  | Heidrun                                               | 2021. szeptember 18.             | Pesti Színház                                    |
| Csáth és démonai                      | Jónás Olga, Brenner József felesége/Pertics Jenőné    | 2020. szeptember 21.             | Házi Színpad                                     |
| Mágnás Miska                          | Marcsa                                                | 2019. október 26.                | Vígszínház                                       |
| A nagy Gatsby                         | Jordan Baker                                          | 2019. szeptember 7.              | Vígszínház                                       |
| Csoportterápia                        | Trixi                                                 | 2019. július                     | Kőszegi Várszínház                               |
| Premier                               | Nancy Stein, rajongó                                  | 2019. március 2.                 | Vígszínház                                       |
| Liliom                                | Juli                                                  | 2018. december 15.               | Vígszínház                                       |
| A diktátor                            | Hanna                                                 | 2018. október 13.                | Vígszínház                                       |
| Kinek az ég alatt már senkije sincsen |                                                       | 2018. május 9.                   | Pesti Színház                                    |
| Egy éj a Paradicsomban                |                                                       | 2018. március 3.                 | Vígszínház                                       |
| Háború és béke                        | Marja Nyikolajevna Bolkonszkaja                       | 2017. december 16.               | Vígszínház                                       |
| Lóvátett lovagok                      | A francia királylány                                  | 2017. szeptember 29.             | Pesti Színház                                    |
| Szentivánéji álom                     |                                                       | 2017. február 25.                | Vígszínház                                       |
| 100 szóban a város                    |                                                       | 2017. április 20.                | Mozsár Műhely                                    |
| Terecske                              |                                                       | 2016. július 7.                  | Kőszegi Várszínház                               |
| A Pentheszileia Program               |                                                       | 2016. október 16.                | Vígszínház                                       |
| Földrengés Londonban                  |                                                       | 2016. április 1.                 | Vígszínház                                       |
| Óz, a csodák csodája                  | Dorothy                                               | 2015. október 31.                | Vígszínház                                       |
| A falu rossza                         |                                                       | 2015. július 9.                  | Jurisics-vár Művelődési Központ és Várszínház    |
| Sirály                                |                                                       | 2015. május 31.                  | Kultúrbrigád                                     |
| Istenítélet (Salemi boszorkányok)     |                                                       | 2015. december 20.               | Vígszínház                                       |
| A kutya különös esete az éjszakában   |                                                       | 2014. március 8.                 | Centrál Színház                                  |
| Vízkereszt, vagy bánom is én          |                                                       | 2014. július 10.                 | Kőszegi Várszínház                               |
| Tajtékos napok                        |                                                       | 2014. március 21.                | Színház- és Filmművészeti Egyetem (Ódry Színpad) |
| Broadway felett az ég                 |                                                       | 2014. november 7.                | Centrál Színház                                  |
| Andromakhé                            |                                                       |                                  | Sanyi és Aranka Színház                          |
| A fáklya kialszik                     |                                                       | 2013. augusztus 2.               | Gyulai Várszínház                                |
| Víg végnapok                          |                                                       |                                  | Marczibányi Téri Művelődési Központ              |
| Művház                                |                                                       | 2013. október 25.                | Jurányi Produkciós Közösségi Inkubátorház        |
| Jubileum                              |                                                       |                                  | Fischer Iván Lakásszínháza                       |
| Függöny fel!                          |                                                       | 2013. október 18.                | Centrál Színház                                  |
| Chicago                               |                                                       | 2013. december 29.               | Centrál Színház                                  |
| Bűn és bűnhődés                       |                                                       |                                  | Jurányi Produkciós Közösségi Inkubátorház        |
| Anna Karenina                         |                                                       | 2013. március 22.                | Bárka Színház                                    |
| A tanítónő                            |                                                       | 2012. február 3.                 | Nemzeti Színház                                  |
| Vasárnap 16:48                        |                                                       | 2012. október 11.                | Bárka Színház                                    |
| Medve – Leánykérés – Jubileum         |                                                       | 2012. november 30.               | Színház- és Filmművészeti Egyetem (Ódry Színpad) |
| Keselyűfészek                         |                                                       | 2012. december 5.                | Színház- és Filmművészeti Egyetem (Ódry Színpad) |
| Illatszertár                          |                                                       | 2012. december 30.               | Centrál Színház                                  |
| Chioggiai csetepaté                   |                                                       | 2012. július 13.                 | A Nyíregyházi Főiskola Színházi Műhelye          |
| Black Comedy                          |                                                       | 2012. március 8.                 | Centrál Színház                                  |
| Az 1/2 kegyelmű                       |                                                       | 2012. március 31.                | Színház- és Filmművészeti Egyetem (Ódry Színpad) |
| Lépésről lépésre                      |                                                       | 2011. október 21.                | Színház- és Filmművészeti Egyetem (Ódry Színpad) |
| Cocteau – Kodály – Schubert – Beatles |                                                       |                                  | Színház- és Filmművészeti Egyetem (Ódry Színpad) |
| BÍÍT                                  |                                                       | 2010. december 18.               | Színház- és Filmművészeti Egyetem (Ódry Színpad) |
| Lehet-e széllel szemben költeni?      |                                                       |                                  | Színház- és Filmművészeti Egyetem (Ódry Színpad) |
| Harminchárom változat Haydn-koponyára |                                                       | 2009. december 18. Bárka Színház |                                                  |
| Dogville                              |                                                       | 2009. október 24.                | Bárka Színház                                    |
| Össztánc                              |                                                       |                                  | Vígszínház                                       |

## Filmjei
- Hacktion: Újratöltve (2013) ...Béres Edina
- Swing (2014)
- Korhatáros szerelem (TV-sorozat, 2017–2018) ...Dóra
- Tóth János (TV-sorozat, 2017–2018) ...Csenge
- Éger (2023) ...Vera
- És mi van Tomival? (2024) ...Janka

## Szinkronszerepei

### Sorozatok
| Cím                                                 | Szerep                            | Színész                                     |
| --------------------------------------------------- | --------------------------------- | ------------------------------------------- |
| A kiválasztottak                                    | Astrid Finch                      | Madeleine Mantock                           |
| Ash vs Evil Dead                                    | Kelly Maxwell                     | Dana DeLorenzo                              |
| Amerikai Horror Story                               | Queenie/Regina Ross               | Gabourey Sidibe                             |
| Flash – A Villám                                    | Iris West                         | Candice Patton                              |
| Hogyan ússzunk meg egy gyilkosságot?                | Laurel Castillo                   | Karla Souza                                 |
| Igazgyöngy                                          | Kader                             | Elif Aksar                                  |
| Piszkos pénz, tiszta szerelem                       | Elif Denizer                      | Tuba Büyüküstün                             |
| Végtelen szerelem                                   | Asu Alacahan                      | Melisa Asli Pamuk                           |
| Miraculous – Katicabogár és Fekete Macska kalandjai | Alya Césaire                      | Fanny Bloc (francia) Carrie Keranen (angol) |
| Bates Motel – Psycho a kezdetektől                  | Marion Crane                      | Rihanna                                     |
| A nagy pénzrablás                                   | Ágata Jiménez (Nairobi)           | Alba Flores                                 |
| Mr. Robot                                           | Darlene Alderson (Darlene)        | Carly Chaikin                               |
| Vaják                                               | Fringilla                         | Mimi Ndiweni                                |
| Lupin                                               | Sofia Belkacem                    | Shrine Boutella                             |
| Wandavizió                                          | Wanda Maximoff/Skarlát Boszorkány | Elizabeth Olsen                             |

### Filmek
| Cím                              | Szerep                            | Színész             |
| -------------------------------- | --------------------------------- | ------------------- |
| Oppenheimer                      | Jean Tatlock                      | Florence Pugh       |
| A Gucci-ház                      | Patrizia Reggiani                 | Lady Gaga           |
| Csillag születik                 | Ally Maine                        | Lady Gaga           |
| Ocean’s 8 – Az évszázad átverése | Nine Ball                         | Rihanna             |
| Amerika kapitány: Polgárháború   | Wanda Maximoff/Skarlát Boszorkány | Elizabeth Olsen     |
| Bosszúállók: Ultron kora         | Wanda Maximoff/Skarlát Boszorkány | Elizabeth Olsen     |
| Bosszúállók: Végtelen háború     | Wanda Maximoff/Skarlát Boszorkány | Elizabeth Olsen     |
| Bosszúállók: Végjáték            | Wanda Maximoff/Skarlát Boszorkány | Elizabeth Olsen     |
| Danny Collins                    | Sophie (DCollins)                 | Katarina Cas        |
| Férfiak, nők és gyerekek         | Brooke Benton                     | Katherine C. Hughes |
| Flörti dancing                   | Helen (Cubanfury)                 | Alexandra Roach     |
| November Man                     | Alexa (Noma)                      | Amila Terzimehic    |
| Nyúl Péter                       | Pamacs (Cottontail)               | Daisy Ridley        |
| Énekelj! 2                       | Nooshy                            | Letitia Wright      |
| Kung Fu Panda 4.                 | Zhen                              | Awkwafina           |
| A rosszfiúk                      | Diane Ravaston / Bibor Mancs      | Zazie Beetz         |

## Díjai, elismerései
- Junior Prima díj (2016)
- Varsányi Irén-emlékgyűrű (2017, 2019)[4][5]
- Ajtay Andor-emlékdíj (2018, 2022, 2023)[6][7]
- Ruttkai Éva-emlékdíj (2018)[8]